# Condado de Crane
O Condado de Crane é um dos 254 condados do Estado americano do Texas. A sede do condado é Crane, e sua maior cidade é Crane.
O condado possui uma área de 2 035 km² (dos quais 0 km² estão cobertos por água), uma população de 3 996 habitantes, e uma densidade populacional de 2 hab/km² (segundo o censo nacional de 2000).
O condado foi fundado em 1887.